# Phạm Thái
Phạm Thái (chữ Hán: 範泰, 1777-1813), còn gọi Phạm Đan Phượng, Phạm Phượng Sinh, hiệu Chiêu Lì (hoặc Chiêu Lỳ); là một danh sĩ ở cuối thế kỷ 18 đến đầu thế kỷ 19 trong lịch sử Việt Nam.

## Tiểu sử
Phạm Thái sinh ngày 19 tháng Giêng năm Đinh Dậu (26 tháng 2 năm 1777) tại làng Yên Thị, xã Yên Thường, huyện Đông Ngàn, trấn Kinh Bắc (nay thuộc Gia Lâm, Hà Nội).
Ông là con Trạch Trung hầu Phạm Đạt, một võ tướng cao cấp đời Cảnh Hưng, đã khởi chống Tây Sơn nhưng thất bại.
Nối chí cha, năm 20 tuổi, Phạm Thái đi ngao du nhiều nơi để tìm và kết giao với người cùng chí hướng. Ông gặp Phổ tỉnh thiền sư (Trương Quang Ngọc), Nguyễn Đoàn rồi cùng nhau chống Tây Sơn, nhưng không thành công.
Bị truy nã, ông cắt tóc, đội lốt nhà sư, vào tu ở chùa Tiêu Sơn (tức chùa Thiên Tâm nằm trên lưng chừng núi Tiêu, nay thuộc xã Tương Giang, huyện Tiên Sơn, tỉnh Bắc Ninh), đặt đạo hiệu là Phổ Chiếu Thiền sư .
Đi tu được mấy năm, thì bạn ông là Thanh Xuyên hầu Trương Đăng Thụ (người làng Thanh Nê, thuộc huyện Kiến Xương, trấn Sơn Nam, nay thuộc tỉnh Thái Bình), đang làm quan ở Lạng Sơn, cho người đón ông lên đấy, tính chuyện phù Lê.
Một năm sau, khi ông trở về Kinh Bắc thăm nhà, thì được tin Trương Đăng Thụ bị đại thần Vũ Văn Dũng đầu độc chết, và đang được đem về chôn cất ở quê nhà. Phạm Thái liền đến làng Thanh Nê điếu tang bạn. Ở đây, ông đã giúp nàng Long Cơ (vợ Thanh Xuyên hầu) soạn Văn triệu linh gọi hồn chồng, làm Văn bia mộ Thanh Xuyên hầu và viết Lời đề nhà Nghĩa lư để giãi bày nỗi niềm thương nhớ bạn sâu sắc của ông.
Vì yêu nết, trọng tài, Kiến Xương hầu Trương Đăng Quỹ (cha Thanh Xuyên hầu) đã mời Phạm Thái ở lại để làm gia sư dạy trẻ. Nhờ vậy, Phạm Thái quen được em gái bạn là Trương Quỳnh Như. Họ cùng xướng họa thơ văn, rồi thầm yêu nhau. Cảm phục tài thơ của Phạm Thái, Kiến Xương hầu định gả con cho ông, nhưng người mẹ không bằng lòng, vì muốn gả cho một người khác .
Bị ép gả, Quỳnh Như tự tử , còn Phạm Thái cũng vì quá đau xót, đã rời bỏ nơi đó đi lang bạt. Quảng đời cuối của ông là những trận rượu say li bì, là những bài thơ văn bi quan và yếm thế.
Phạm Thái mắc bệnh rồi mất ở Thanh Hóa năm Quý Dậu (1813), lúc 36 tuổi.

## Tác phẩm
Tác phẩm của Phạm Thái gồm:
- Chiến tụng Tây hồ phú (Đánh lại bài Phú ca tụng hồ Tây):

Đây là một bài phú họa lại 85 vận của bài Tụng Tây Hồ của Nguyễn Huy Lượng. Mục đích của ông là có ý đả phá nhà Tây sơn, một triều đại mà ông Lượng đang suy tôn.
Bài này, GS. Thanh Lãng lại có ý khác, cho rằng có tính cách kỳ khu quá đáng. Tác giả đã lạm dụng những kinh, những điển, phải là người thông thuộc sử sách Tàu mới hiểu nổi. Lời văn chứa đầy nỗi căm phẫn, hậm hực đối với nhà cầm quyền đương thời (Tây Sơn), biểu lộ rõ ràng lòng thương tiếc nhà Lê. Ý kiến hậu bối dù sao cũng chép ra đây, để người sau nhận định.
- Sơ kính tân trang (Câu chuyện mới về lược và gương):

Sáng tác năm Giáp Tý (1804), tức năm Phạm Thái 21 tuổi. Đây là một truyện thơ Nôm gồm 1484 câu , chủ yếu là thơ lục bát, có xen một ít bài thơ Đường luật, thơ cổ phong và thơ song thất lục bát. Nội dung truyện kể lại một câu chuyện tình duyên lãng mạn và trắc trở, hư cấu trên cơ sở mối tình cay đắng của chính tác giả. Xem chi tiết ở trang: Sơ kính tân trang.
Chung quanh mối quan hệ với Trương Quỳnh Như, ông có một số thơ Nôm như sau: 
- Văn tế Trương Quỳnh Như
- Thơ họa 12 bài Trương Quỳnh Như.

Ngoài ra, ông còn có một bài Văn triệu linh theo thể song thất lục bát, Văn bia mộ Thanh Xuyên hầu theo thể lục bát và một số bài thơ Nôm ngẩu cảm như: Tự trào, Tự thuật, Đề tranh mỹ nữ, Đề chùa Tiêu Sơn, Họa thơ Thanh Xuyên hầu, Đề nhà Nghĩa lư, Đề núi Con Voi, v.v...

## Nhận xét
Phạm Thái là một nhân vật tài hoa và ngang tàng. Thơ văn ông đã thể hiện khá chân thật đôi điều ấy. Đôi khi ngòi bút tài hoa ấy chuyển thành ngông nghênh, bảo thủ; chỉ biết chống lại những điều mà lý tưởng của ông không thừa nhận, không cần biết về khách quan chúng đúng hay sai.
Nhưng một phần rất quan trọng trong thơ văn ông, là nhằm diễn tả một tâm hồn khao khát yêu đương, bất chấp mọi khuôn phép lễ giáo của mình. Về mặt này, ngòi bút "trữ tình, táo bạo, phóng túng, bén nhạy trước mọi vẻ đẹp (nhất là vẻ đẹp bên trong của con người)" của ông đã bắt gặp môi trường thuận lợi để phát huy tác dụng. Bởi vào thế kỷ 18, những yêu cầu về quyền sống, quyền được hưởng hạnh phúc, đang dâng lên như một cơn sóng ngầm trong đời sống tinh thần của dân tộc Việt.
Về mặt nghệ thuật, Phạm Thái là một trong những người đi đầu trong việc cách tân thể thơ trữ tình tiếng Việt, đưa thể thơ này lên một cung bậc mới: nói tiếng nói yêu đương đầy sức giao cảm giữa nam và nữ.
Nói gọn, Phạm Thái là một trong những nhà thơ đề cao tình yêu, chống đối lễ giáo, khuôn phép phong kiến. Về hình thức nghệ thuật, phần lớn thơ văn ông viết bằng chữ Nôm, có phong cách phóng túng lãng mạn độc đáo.

## Giới thiệu tác phẩm
| Tự trào Có ai muốn biết tuổi tên gì, Vừa chẵn hai mươi, gọi chú Lì. Năm bảy bài thơ ngâm lếu láo, Một vài câu kệ tụng a ê! Tranh vờn sơn thủy màu lem luốc, Bầu giốc càn khôn giọng bét be. Miễn được ngày nào ngang dọc đã, Sống thì nuôi lấy, chết chôn đi! | Tự thuật Dăm bảy năm nay những loạn ly, Cảm thương thân phận lỡ qua thì. Ba mươi tuổi lẻ là bao tá, Năm sáu đời vua thật chóng ghê! Một tập thơ sầu ngâm đã chán, Vài be ruột lạt uống ra gì. Chết về tiên phật cho xong nợ, Cái kiếp trần gian sống mãi chi! |

Văn tế Trương Quỳnh Như
Nương tử ơi! Chướng căn ấy bởi vì đâu? Oan thác ấy bởi vì đâu? Cho đến nỗi xuân tàn hoa nụ, thu lẩn trăng rằm!
Lại có điều đau đớn thế! Nhà huyên ví có năm có bảy, mà riêng mình nàng đeo phận bạc, thì lửa nguội nước vơi còn có lẽ.
Thương hại thay! Hoa có một cành, tuyết có một quãng, nguyệt có một vầng, mây có một đoá.
Thân là thân hiếm hoi chừng ấy, nỡ nào lấy đôi mươi năm, làm một kiếp, mà ngơm ngớm chốn non Bồng nước Nhược, chút gì không đoái đến cõi phù sinh!
Ví dụ mà tiên thù với tục, sao xưa kia vâng mệnh xuống trần chi? Nay đã nguyện một thân cho vẹn kiếp, thì ba vạn sáu ngàn ngày sống cho đủ lệ: nọ xuân huyên, này phu tử, góp với trần gian không chút hận, rồi sẽ rong chơi chín suối, cớ sao riêng bóng vội vàng chi?
Ôi! Chữ mệnh hẹp hòi, chữ duyên suồng sả, những như thân giá ấy, tình cảnh ấy, ngược xuôi kia cũng ngậm ngùi cho. Huống ta cùng nương tử, tuy chẳng thân kia thích nọ nhưng tình duyên ấy, cũng là một chút cương thường: dầu rằng kẻ ấy lạ người đây, song ân ái bấy lâu nay, đã biết bao nhiêu tâm sự!
Ta hăm hở chí trai hồ thỉ, bởi đợi thời nên nấn ná nhân duyên: mình long đong thân gái liễu bồ, vì giận phận hoá ngang tàng tính mạng.
Cho đến nỗi hoa rơi lá rụng, ngọc nát châu chìm; chua xót cũng vì đâu?
Nay qua nấm cỏ xanh, tưởng người phận bạc, sùi sụt hai hàng tình lệ, giãi bày một bức khốc văn, đốt xuống tuyền đài, tỏ cùng nương tử! 

## Sách tham khảo
- Thanh Lãng, Bảng lược đồ văn học Việt Nam (Quyển Thượng). Nhà xuất bản Trình bày, Sài Gòn, không ghi năm ấn hành.
- Trịnh Vân Thanh, Thành ngữ điển tích danh nhân từ điển (Quyển 2). Nhà xuất bản Hồn thiêng, Sài Gòn, 1966.
- Phạm Thế Ngũ, Việt Nam văn học sử giản ước tân biên (Quyển 2), Quốc học tùng thư ấn hành, Sài Gòn, 1963.
- Nguyễn Huệ Chi, mục từ Phạm Thái trong Từ điển Văn học (bộ mới). Nhà xuất bản Thế giới, 2004.
- Nguyễn Thạch Giang, Văn học thế kỷ 18. Nhà xuất bản Khoa học Xã hội, 2004.
- Nhiều người soạn, Hợp tuyển thơ văn Việt Nam (Tập 3). Nhà xuất bản Văn học, 1978.
- Nguyễn Q. Thắng - Nguyễn Bá Thế, Từ điển nhân vật lịch sử Việt Nam. Nhà xuất bản KHXH, Hà Nội, 1992.